# Municipio de Newark (Míchigan)
El municipio de Newark (en inglés: Newark Township) es un municipio ubicado en el condado de Gratiot en el estado estadounidense de Míchigan. En el año 2010 tenía una población de 1093 habitantes y una densidad poblacional de 12,26 personas por km².

## Geografía
El municipio de Newark se encuentra ubicado en las coordenadas 43°14′38″N 84°39′47″O / 43.24389, -84.66306. Según la Oficina del Censo de los Estados Unidos, el municipio tiene una superficie total de 89.13 km², de la cual 89.04 km² corresponden a tierra firme y (0.1%) 0.09 km² es agua.

## Demografía
Según el censo de 2010, había 1093 personas residiendo en el municipio de Newark. La densidad de población era de 12,26 hab./km². De los 1093 habitantes, el municipio de Newark estaba compuesto por el 94.05% blancos, el 0.82% eran afroamericanos, el 0.27% eran amerindios, el 0.09% eran asiáticos, el 0.09% eran isleños del Pacífico, el 3.57% eran de otras razas y el 1.1% pertenecían a dos o más razas. Del total de la población el 6.59% eran hispanos o latinos de cualquier raza.